# Dispositiv representation
Dispositiv representation, nästan alltid i plural – dispositiva representationer, ibland förkortat till dispositioner, är Antonio Damasios beteckning för den form som kunskaper och minnen antas ha när de är lagrade i hjärnan. Det är en helt annan form än vad medvetandet upplever när vi tänker ut eller erinrar oss något. Dispositiva representationer kan vara både medfödda och förvärvade.

## Topografiska representationer
Vi har ett antal olika topografiskt organiserade centra i hjärnan där information från något av våra sinnen representeras. De kan betraktas som kartor där information om vår egen kropp eller vår omvärld avbildas. En av kartorna återger exempelvis hudens känselsinne. Drar man ett finger över huden, kommer en elektrisk aktivitet att förflytta sig på motsvarande sätt över hudkartan i hjärnan. Om ögonen ser på ett geometriskt mönster, kan man detektera ett motsvarande geometriskt mönster på den karta som primära synbarken utgör.
Dessa topografiska kartor är en viktig grund, både för våra medvetna upplevelser av omvärlden här och nu, och för vår förmåga att föreställa oss minnen, framtidsplaner och fantasier. De är däremot ett mycket ineffektivt sätt för hjärnan att lagra, söka och bearbeta information på. Därför omvandlar hjärnan den perceptuella informationen till dispositiva representationer.

## Från topografi till disposition
En liten scen ur verkligheten innehåller en stor mängd kunskapselement som blir mycket mer användbara för framtiden om de separeras och hanteras för sig. När man möter en person på gatan sker samtidigt en igenkänning av ansiktet, en avläsning av humöret, av rörelsemönstret i den aktuella situationen, av klädval i förhållande till rådande väderlek, av hur hår eller olika tyger fladdrar i vinden, hur solljus och skuggor påverkar synbilden och hur stegljud beror på skor, kroppsstorlek och underlag. Hjärnan separerar sådana intryck för att kunna känna igen samma person från en annan vinkel, på en annan plats, i en annan sinnesstämning och i ett annat ljus. Samtidigt har hjärnan använt intrycken för att bättra på sin kunskap om många andra saker, exempelvis hur vind får olika föremål att röra sig. Många av dessa kunskaper förblir omedvetna, implicita, men bidrar till vår allmänna förmåga att föreställa oss saker på ett naturtroget sätt och att reagera instinktivt om vi träffar på något som verkar onormalt.
Upplevelsen av en scen ur verkligheten kan därför samtidigt skapa, förstärka och förändra dispositiva representationer för olika aspekter.

## Hur dispositiva representationer används
Ett minne från det förflutna finns inte lagrat som ett fotografi eller ett videoklipp som kan spelas upp. Istället återskapas händelsen med hjälp av dispositiva representationer för olika aspekter. När vi manar fram ett minne, kombineras minneselement som rör själva händelseförloppet med element som karakteriserar de inblandade individerna eller innehåller mer allmängiltiga kunskaper. På så vis bildas en trolig reproduktion av den ursprungliga händelsen. Denna reproduktion spelas upp i våra topografiskt organiserade centra som en flyktig scen så att vi kan uppleva den. Det är bara i denna uppspelning som minnet kan bli tillgängligt för medvetandet.
Detta innebär att erfarenheter som vi förvärvar efter den tidpunkt som vi vill minnas, kommer att påverka hur detta minne återskapas och upplevs i fortsättningen.
Även när vi planerar eller fantiserar, är det våra dispositiva representationer som sätter samman och levererar de inre bilder som vi sedan kan uppleva i våra topografiska centra. Med "bild" menas här något som kan ha både ett visuellt, audiellt, taktilt och annat sinnesartat innehåll. Vår upplevelse av dessa bilder är alltid beroende av våra topografiskt organiserade kartor, oavsett om informationen kommer direkt från sinnena eller från de dispositiva representationerna. Detta stöds bland annat av att en specifik skada i synbarken som berövar patienten sitt färgseende, samtidigt berövar dennes förmåga att föreställa sig färger.

### Fotnoter
1. ↑  Damasio 1994, sid 129
2. ↑  Damasio 1994, sid 126
3. ↑  Damasio 1994, sid 127